# Spirit of St. Louis
Spirit of St. Louis – amerykański samolot rajdowy, skonstruowany dla Charlesa Lindbergha, na którym dokonał on pierwszego w historii samotnego przelotu nad Atlantykiem z nowojorskiego Long Island do Paryża.

## Historia
Prototyp samoloty został oblatany w kwietniu 1927 r. Samolot był dostosowaną, dla potrzeb planowanego przelotu nad Atlantykiem, wersją seryjnie produkowanego modelu Ryan M-2. Planowana przez Charlesa Lindbergha trasa wytyczona została między Long Island w stanie Nowy Jork, a Paryżem, zaś zakup samolotu sfinansowały organizacje finansowe z Saint Louis, co znalazło odzwierciedlenie w nazwie. 20 maja rozpoczął się trwający 33 i pół godziny lot na liczącej 5800 km trasie Nowy Jork–Paryż. Charles Lindbergh tym lotem jako pierwszy samotny pilot pokonał Atlantyk bez lądowania (przed nim Atlantyk pokonali Brytyjczycy John Alcock i Arthur Whitten Brown na samolocie Vickers Vimy).

## Opis konstrukcji
Jednoosobowa, oszklona kabina pilota pozbawiona była przedniej szyby, której rolę przejął wmontowany peryskop. Samolot miał konstrukcję mieszaną. Był górnopłatem zastrzałowym, którego kadłub stanowiła spawana z rur stalowych kratownica, w przedniej części kryta blachą w tylnej płótnem. Skrzydła, podparte parą zastrzałów z każdej strony kadłuba, były drewnianą konstrukcją dwudźwigarową pokrytą w części sklejką i płótnem. Zarówno w kadłubie jak i w skrzydłach znajdowały się zbiorniki paliwa mogące pomieścić ponad 2000 l paliwa. Powierzchnie sterowe stanowiły nieoprofilowane i podparte zastrzałami, zbudowane na szkielecie z rur stalowych, pokryte płótnem ruchome elementy zewnętrzne samolotu. Stałe podwozie składało się z amortyzowanych gumą, trójgoleniowych dwóch kół i płozy ogonowej. Urządzeniem napędowym było stałe, dwupłatowe, metalowe śmigło.

## Dane techniczne
Napędzany 9 cylindrowym silnikiem gwiazdowym Wright Whirlwind J-5, o mocy 220 KM samolot miał rozpiętość skrzydeł 14 m, długość 8,22 m i wysokość 2,46 m. Powierzchnia nośna wynosiła 30,65 m². Przy ciężarze własnym wynoszącym 967 kg i całkowitym 2329 kg osiągał prędkość przelotową 190 km/h. Prędkość maksymalna wynosiła 207 km/h, zaś minimalna przy pełnym obciążeniu wynosiła 114 km/h. Pułap jaki samolot mógł osiągnąć wynosił 5000 m, zaś zasięg 6615 km.